# SPP-1
SPP-1 (tiếng Nga: СПП-1, Специальный Пистолет Подводный, Spetsialnyj Podvodnyj Pistolet, Súng ngắn đặc biệt dưới nước) là loại súng ngắn bắn dưới nước do TsNIITochMash phát triển vào cuối những năm 1960 cho lực lượng hải quân Liên Xô. SPP-1 được thiết kế để dành riêng cho các thợ lặn tác chiến dưới nước. Mẫu SPP-1 đã được nâng cấp lên thành SPP-1M với một số nâng cấp trong thiết kế. Hiện loại súng này vẫn được dùng trong lực lượng đặc nhiệm hải quân của Nga cũng như dùng cho xuất khẩu.

## Thiết kế
SPP-1 không phải là loại súng tự động, hình dáng bên ngoài của khẩu súng giống với một khẩu súng ngắn nhưng có 4 nòng. Khi nạp đạn thì thợ lặn sẽ bẻ các nòng súng này lên phía trên và nạp đạn vào nòng từ phía sau. Để việc tháo và nạp đạn được nhanh hơn một cái kẹp làm từ thép đẽ được thiết kế để giữ 4 viên đạn đúng vị trí. Khẩu súng sử dụng cơ chế hoạt động kép xoay vì thế các viên đạn trong mỗi nòng súng sẽ được khai hỏa lần lượt sau mỗi lần bóp cò. Một nút khóa nằm ở phía bên trái của khẩu súng với ba chế độ bắn, an toàn và nạp đạn.
Để có thể có đường đạn ổn định dưới nước loại súng này sử dụng một loại đạn có dạng mũi tên ngắn có chiều dài 40 mm để có đủ trọng lượng và quán tính di chuyển tốt trong nước, nòng súng không có rãnh xoắn vì khi xoáy trong nước viên đạn có xu hướng di chuyển chếch lên trên thấy rõ. Nhưng trên cạn thì loại đạn này lại di chuyển không ổn định dù vậy phạm vi hiệu quả vẫn là từ 15 đến 20 m. Khi ở dưới nước thì tầm bắn hiệu quả sẽ giảm dần theo độ sâu, tuy nhiên tầm bắn xa khi ở sâu dưới nước là không cần thiết vì tầm nhìn của thợ lặn cũng sẽ giảm dần theo độ sâu.